# Lorraine Moller

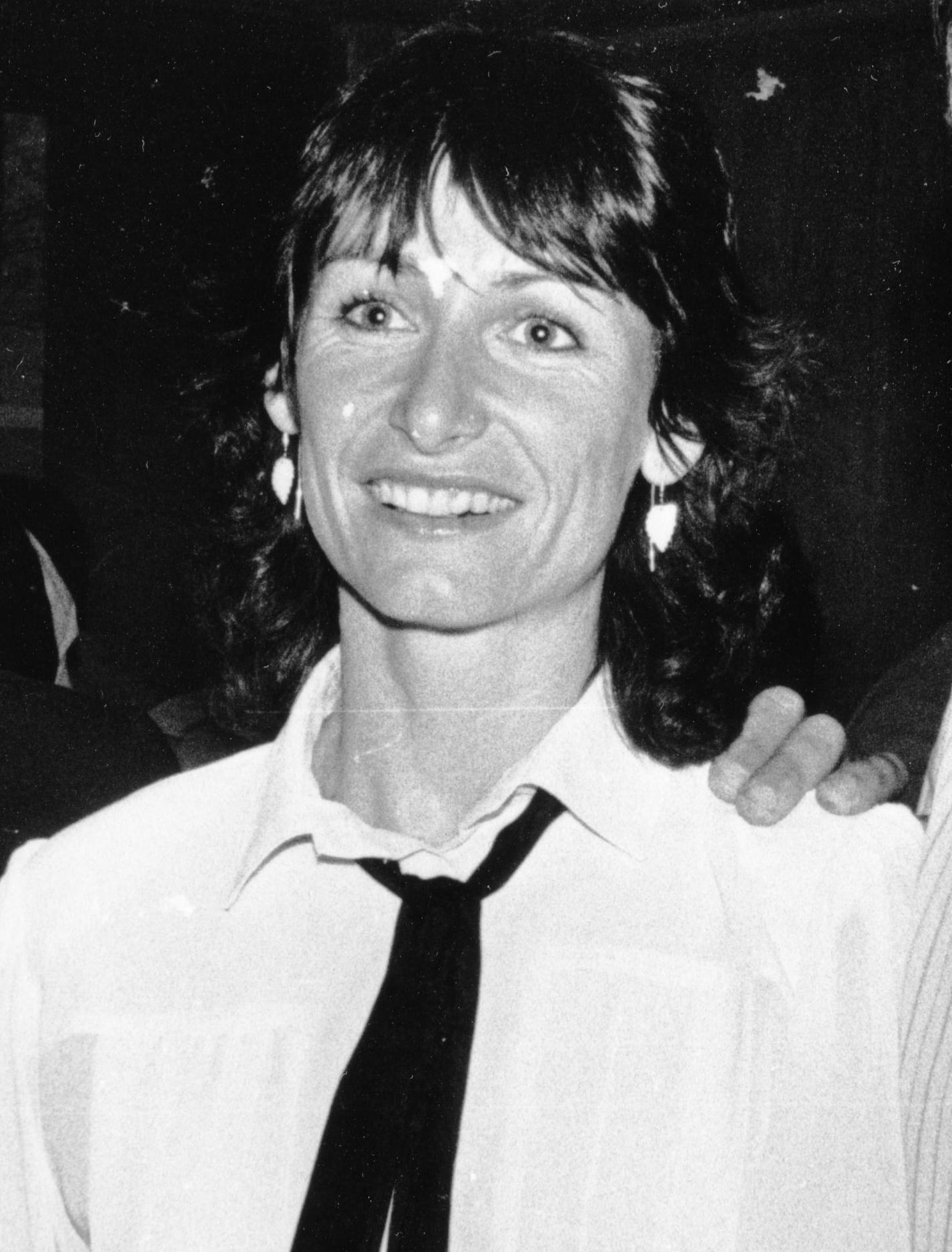
1984

Lorraine Mary Moller (* 1. Juni 1955 in Putāruru) ist eine ehemalige neuseeländische Mittel- und Langstreckenläuferin und Olympiadritte.
Moller lief von Kindheit an barfuß auf Grasböden in Neuseeland. Ihr erstes Paar Laufschuhe kaufte sie erst als Teenager, als sie anfing, an Laufwettbewerben teilzunehmen. Sie studierte zunächst an der Universität von Dunedin und wurde Sportlehrerin, entschied sich aber 1978, in die USA zu ziehen und sich ganz dem Laufen zu widmen. 1980 gewann sie in London den AVON International Marathon (seinerzeit die inoffizielle Weltmeisterschaft der Frauen), ein Rennen, bei dem sie noch zweimal siegte (1982 in San Francisco und 1984 bei der letzten Austragung in Paris). Außerdem gewann sie den Osaka Women’s Marathon 1986, 1987 und 1989.
Bei den Commonwealth Games 1982 holte sie 1982 die Bronzemedaille im 1500- und im 3000-Meter-Lauf, bei den Commonwealth Games 1986 die Silbermedaille im Marathon mit ihrer Bestzeit von 2:28:17 h.
Seit der Aufnahme des Marathons für Frauen in die Olympischen Spiele nahm sie von 1984 bis 1996 ununterbrochen daran teil, und sie ist die einzige Frau, die vier olympische Marathonläufe beendete (Stand: 2004). Bei den Olympischen Spielen 1992 in Barcelona gewann sie die Bronzemedaille hinter Walentina Jegorowa und Yūko Arimori.
Lorraine Moller ist 1,74 m groß und wog zu ihrer Wettkampfzeit 58 kg. Sie ist verheiratet, hat eine Tochter und lebt in Boulder (Colorado), wo sie als Trainerin wirkt.